# Seznam českých velvyslanců v Belgii
Seznam českých velvyslanců v Belgii obsahuje vedoucí diplomatické mise České republiky v Belgickém království. Vzájemné diplomatické vztahy započaly roku 1919 po uznání Československa ze strany belgické monarchie 28. listopadu 1918. Česká republika pak v lednu 1993 navázala s Belgií na předchozí diplomatické styky československého státního útvaru.

## Velvyslanci České republiky
- od 17.11. 1988 Karel Lukáš, velvyslanec
- od 14.2. 1996 Jaroslav Šedivý, velvyslanec
- od 19.3. 1998 Kateřina Lukešová, velvyslankyně
- od 12.2. 2003 Jiří Havlík, velvyslanec
- od 10.10. 2006 Vladimír Müller, velvyslanec
- od 12.10. 2011 Ivo Šrámek, velvyslanec
- od 07.08. 2014 Jaroslav Kurfürst, velvyslanec
- od 07.1. 2019 Pavel Klucký, velvyslanec